# Jonathan Aberdein
Jonathan Aberdein (Città del Capo, 14 febbraio 1998) è un pilota automobilistico sudafricano.

## Carriera

### Primi anni in monoposto

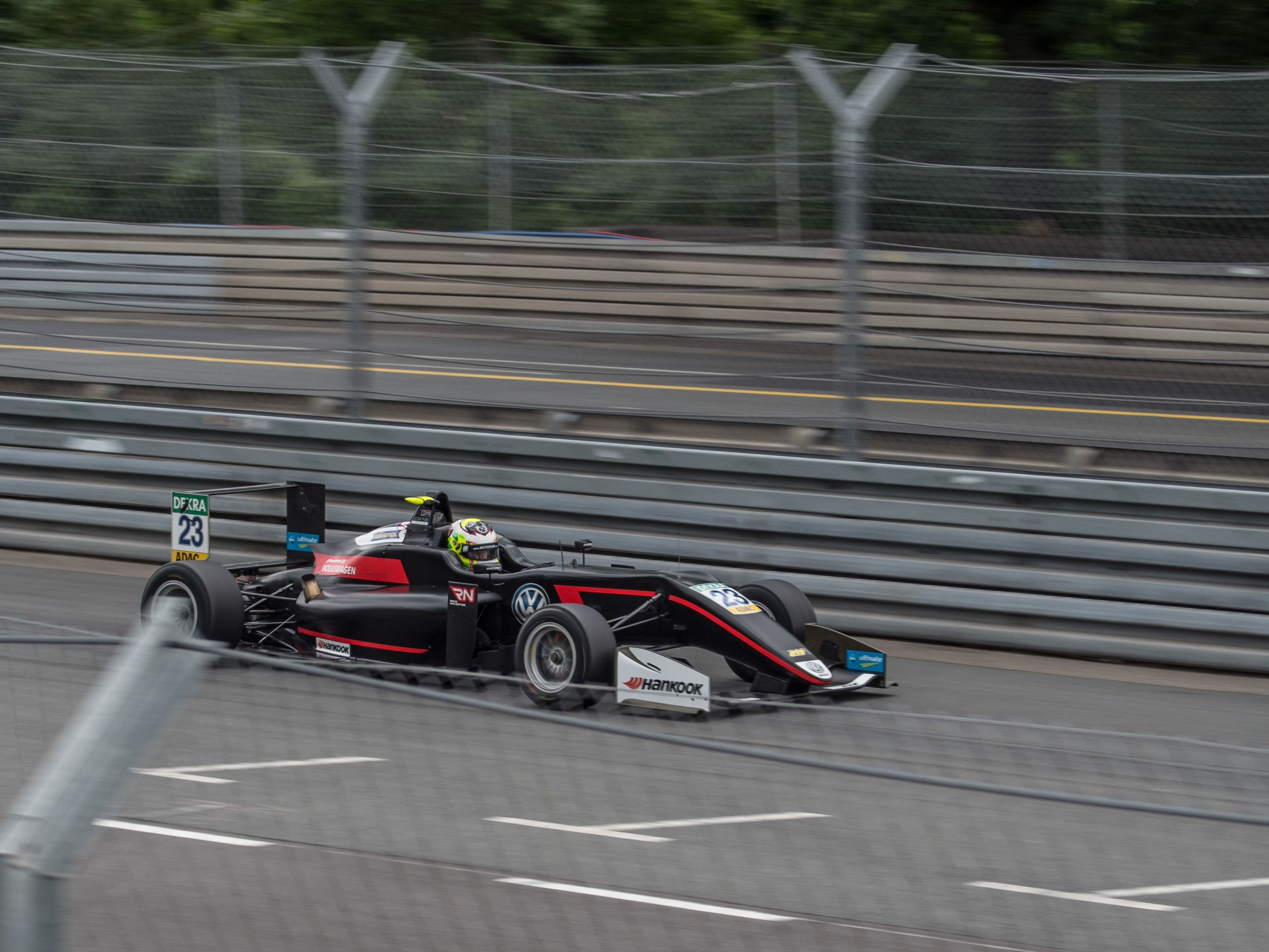
Jonathan Aberdein nella F3 europea (2018)

Nel 2016 Aberdein esordisce in monoposto nella Formula 4 ADAC con il team Motopark. Il pilota sudafricano conquista un solo podio nell'intera stagione, arrivando secondo sul Circuito di Zandvoort. Nel dicembre dello stesso anno sempre con il team Motopark partecipa alla Formula 4 degli Emirati Arabi Uniti, dove conquista ben 14 vittorie su 18 gare disputate, riuscendo così a vincere il campionato davanti a Logan Sargeant.
L'anno seguente ritorna a correre nella serie tedesca dove ottiene altri due terzi posti nelle prime tre gare, e nel resto della stagione raggiunge il secondo posto a Oschersleben dietro a Marcus Armstrong. Si ripete nel penultima corsa a Hockenheimring arrivando alle spalle di Lirim Zendeli.
Nel 2018 sempre con il team Motopark partecipa al campionato europeo di Formula 3. Nella prima metà del campionato Aberdein conquista pochi punti, dimostrandosi poco costante, ma la situazione cambia quando a Circuito di Silverstone conquista due terzi posti. Nel penultimo round al Red Bull Ring conquista il suo terzo podio arrivando terzo dietro a Robert Shwartzman e Mick Schumacher. Chiude la stagione dodicesimo nella classifica generale e sesto tra i Rookie.

### DTM
Nel 2019 lascia le corse in monoposto e passa alle GT, entrando nel Audi Sport Team WRT insieme a Pietro Fittipaldi per partecipare alla stagione 2019 del DTM. Aberdein insieme a Sheldon van der Linde sono i primi piloti sudafricani a correre nella serie tedesca. La prima stagione in GT risulta discreta, chiude con 67 punti al decimo posto. L'anno successivo passa al team BMW Team RMR insieme a Lucas Auer. I risultati sono simili alla precedente stagione, chiudendo dodicesimo in classifica.

### Endurance
Nel 2021 viene ingaggiato dal United Autosports, team dell'amministratore delegato della McLaren F1 Zak Brown. Insieme a Tom Gamble e Philip Hanson partecipa alla European Le Mans Series nella massima classe (LMP2). L'equipaggio conquista un terzo posto e due secondi posti nelle prime quattro gare, ma nella penultima gara a Spa chiudono ottavi e svaniscono le possibilità per il titolo che viene vinto dal trio composto da Louis Delétraz, Robert Kubica e Yifei Ye. Il team conquista la vittoria nell'ultima gara a Portimao e chiude secondo in classifica.
Nel 2022 Aberdein passa al team Jota Sport per partecipare al Campionato del mondo endurance insieme ai piloti Ed Jones e Oliver Rasmussen. L'anno seguente passa al team Inter Europol Competition gareggiando insieme a Rui Andrade e Olli Caldwell nella European Le Mans Series. Rimane nella serie anche nel 2024, cambia i suoi compagni di team, Clément Novalak e Jakub Śmiechowski sono i suoi nuovi compagni.

## Risultati

### Riassunto della carriera
| Stagione | Categoria                     | Team                | Gare | Vittorie | Pole | GPV | Podi | Punti | Pos. |
| -------- | ----------------------------- | ------------------- | ---- | -------- | ---- | --- | ---- | ----- | ---- |
| 2016     | Formula 4 ADAC                | Motopark            | 24   | 0        | 0    | 0   | 1    | 49    | 14°  |
| 2016–17  | Formula 4 Emirati Arabi Uniti | Motopark            | 18   | 14       | 12   | 11  | 16   | 368   | 1°   |
| 2017     | Formula 4 ADAC                | Motopark            | 21   | 0        | 0    | 1   | 4    | 94    | 9°   |
| 2018     | F3 europea                    | Motopark            | 30   | 0        | 0    | 1   | 3    | 108   | 12°  |
| 2019     | DTM                           | Audi Sport Team WRT | 18   | 0        | 0    | 0   | 0    | 67    | 10°  |
| 2020     | DTM                           | BMW Team RMR        | 18   | 0        | 0    | 0   | 0    | 62    | 11°  |
| 2021     | European Le Mans Series-LMP2  | United Autosports   | 6    | 1        | 0    | 1   | 4    | 86    | 2°   |
| 2021     | 24 Ore di Le Mans-LMP2        | United Autosports   | 1    | 0        | 0    | 0   | 0    | N/A   | NC   |

### Risultati DTM
| Anno | Team                | Auto               | 1        | 2        | 3         | 4        | 5        | 6       | 7        | 8        | 9        | 10      | 11      | 12       | 13       | 14       | 15      | 16        | 17       | 18        | Punti | Pos. |
| ---- | ------------------- | ------------------ | -------- | -------- | --------- | -------- | -------- | ------- | -------- | -------- | -------- | ------- | ------- | -------- | -------- | -------- | ------- | --------- | -------- | --------- | ----- | ---- |
| 2019 | Audi Sport Team WRT | Audi RS5 Turbo DTM | HOC 1 15 | HOC 2 12 | ZOL 1 Rit | ZOL 2 12 | MIS 1 8  | MIS 2 7 | NOR 1 13 | NOR 2 14 | ASS 1 6  | ASS 2 4 | BRH 1 9 | BRH 2 13 | LAU 1 14 | LAU 2 7  | NÜR 1 4 | NÜR 2 5   | HOC 1 14 | HOC 2 Rit | 67    | 10°  |
| 2020 | BMW Team RMR        | BMW M4 Turbo DTM   | SPA 1 10 | SPA 2 9  | LAU 1 15  | LAU 2 9  | LAU 1 14 | LAU 2 7 | ASS 1 6  | ASS 2 13 | NÜR 1 10 | NÜR 2 8 | NÜR 1 6 | NÜR 2 10 | ZOL 1 11 | ZOL 2 11 | ZOL 1 4 | ZOL 2 Rit | HOC 1 5  | HOC 2 7   | 62    | 11°  |

### Risultati nella European Le Mans Series
(legenda) (Le gare in grassetto indicano la pole position) (Le gare in corsivo indicano Gpv)
| Anno    | Squadra           | Classe | Vettura         | CAT | RBR | LEC | MNZ | SPA | POR | Punti | Pos. |
| ------- | ----------------- | ------ | --------------- | --- | --- | --- | --- | --- | --- | ----- | ---- |
| 2021    | United Autosports | LMP2   | Oreca 07-Gibson | 3   | 7   | 2   | 2   | 8   | 1   | 86    | 2°   |
| Anno    | Squadra           | Classe | Vettura         | BAR | LEC | ARA | SPA | POR | ALG | Punti | Pos. |
| 2023    | United Autosports | LMP2   | Oreca 07-Gibson | Rit | 3   | Rit | 7   | 7   | 4   | 33    | 7º   |
| Legenda |                   |        |                 |     |     |     |     |     |     |       |      |

*Stagione in corso.

### Risultati 24 ore di Le Mans
| Anno | Team              | Co-Piloti                   | Auto            | Classe | Giri | Pos. | Classe Pos. |
| ---- | ----------------- | --------------------------- | --------------- | ------ | ---- | ---- | ----------- |
| 2021 | United Autosports | Nico Jamin Manuel Maldonado | Oreca 07-Gibson | LMP2   | 75   | DNF  | DNF         |
| 2022 | Jota              | Ed Jones Oliver Rasmussen   | Oreca 07-Gibson | LMP2   | 368  | 7°   | 3°          |

### Risultati nel WEC
| Anno    | Squadra    | Classe | Vettura  | SEB | SPA | LMS | MON | FUJ | BHR | Punti | Pos. |
| ------- | ---------- | ------ | -------- | --- | --- | --- | --- | --- | --- | ----- | ---- |
| 2022    | Jota Sport | LMP2   | Oreca 07 | 5   | 13  | 3   | 10  | 3   | 7   | 70    | 8°   |
| Legenda |            |        |          |     |     |     |     |     |     |       |      |